# Tales of Xillia 2
Tales of Xillia 2 (яп. テイルズオブエクシリア2 Тэйрудзу обу Экусириа Цу:) — компьютерная ролевая игра, разработанная и выпущенная компанией Namco Bandai Games 1 ноября 2012 года в Японии для игровой приставки PlayStation 3. Эта игра является четырнадцатой частью в серии Tales и первой, разработкой и выпуском которой занималась Namco Bandai Games — ранее над играми серии работала Namco Tales Studio, которая была распущена в 2012 году (хотя в основном в команде разработчиков остались те же люди). Игра является прямым сиквелом Tales of Xillia, и её события разворачиваются через год после завершения сюжета оригинала. Выход игры в Северной Америке и Европе состоялся в августе 2014 года.
Главным героем игры является Люджер Уилл Кресник, персонаж не появлявшийся в предыдущей части. Выясняется, что он, как и его предки, обладали способностью перемещаться во времени и уничтожать альтернативные временные линии. Разработчики называют Tales of Xillia 2 «RPG, в которой твой выбор заставляет будущее меняться» (選択が未来を紡ぐRPG?, Сэнтаку га Мираи во Цумугу RPG).

## Игровой процесс
В Tales of Xillia 2 присутствуют две основные зоны: карта мира и поле сражения. Карта мира выполнена в 3D; перемещение по ней осуществляется пешком. Здесь между персонажами могут происходить короткие диалоги, которые содержат как субтитры, так и голоса героев. Во время диалогов игрок видит только портреты разговаривающих. Поле сражения — это ограниченная трёхмерная локация, на которой игрок управляет своим отрядом, пытаясь победить противников, управляемых компьютером.
В битве используется система Cross Dual Raid Linear Motion Battle System. Для участия в сражении можно выбирать до четырёх персонажей; игрок управляет одним из них, остальными — компьютер (однако им можно назначать различные команды). Шкала Ответного штурма (англ. Assault Counter, AC) показывает, сколько умений или действий персонаж может выполнить. Чем больше действий выполняет герой, тем ниже значение AC; эта шкала заполняется после периода неактивности. При каждом сделанном навыке персонаж тратит свои Технические очки (англ. Technical Points, TP), которые могут быть восполнены либо атакуя противника обычными ударами, либо используя соответствующие предметы. Персонажи также могут объединяться, чтобы наносить комбинированные атаки.

## Сюжет
События игры разворачиваются через год после окончания сюжетной линии Tales of Xillia. Отец Эллы Мел Марты даёт ей задание сесть на поезд и отправиться на поиски Земли Канаан. Однако поезд захватывают и Люджер Уилл Кресник садится на него, чтобы спасти девушку. Поезд терпит крушение, однако героев спасает компания Spirius Corporation; представитель компании заявляет, что теперь Люджер у них в долгу. Таким образом, Люджер нанимается на работу в Spirius Corporation; компания планирует использовать его для уничтожения альтернативных временных линий, так как дух Ориджина более не может выдерживать чрезмерное количество живых душ в мире. Помимо отработки своего долга, Люджер также ищет брата, Юлиуса Уилла Кресника, которого обвинили в угоне поезда.

## Разработка
Игра, как и Tales of Xillia, её предшественница, была анонсирована на официальном сайте с помощью баннера. Баннер был выполнен в виде счётчика, отсчитывающего дни — он был запущен за 20 дней до анонса игры. В последние одиннадцать дней на сайте каждый день появлялась новая цитата об игре. Официально игра была анонсирована 2 июня 2012 года на мероприятии 2012 Tales of Festival. Было сообщено, что вместе с игрой будет продаваться контроллер DualShock 3 с уникальным дизайном. Также на официальном сайте появилась информация о том, что жанр игры будет характеризоваться как «RPG, в которой твой выбор заставляет будущее меняться» (選択が未来を紡ぐRPG?, Сэнтаку га Мираи во Цумугу RPG). Хидэо Баба описал игру как более продвинутую по сравнению с предыдущими играми серии; он также раскрыл слоган игры: «Готов ли ты уничтожить мир ради девушки?». Говоря о сюжете, он пояснил, что основывался на событиях Tales of Xillia и раздумывал о том, что могло бы произойти в прошлом и будущем. 27 июня 2012 года во время прямого эфира Баба сообщил дату выхода игры — 1 ноября 2012. 18 июля того же года он рассказал о том, что пока не планируется выполнять локализацию Tales of Xillia 2 для западных стран, однако выразил интерес касательно работы в этом направлении. С 1 по 7 августа Namco Bandai Games устроила опрос на сайте Famitsu, чтобы выяснить, в какую версию игры фанаты хотят поиграть на устраиваемом мероприятии в поддержку Tales of Xillia 2. 23 сентября 2012 года появилась информация о том, что главной темой игры станет песня «Song 4 U», исполненная Аюми Хамасаки. 6 июля 2013 года было анонсировано начало работ по локализации игры для Северной Америки и Европы.

## Отзывы и критика
| Сводный рейтинг       | Сводный рейтинг |
| Агрегатор             | Оценка          |
| --------------------- | --------------- |
| GameRankings          | 70,50 %         |
| Metacritic            | 72              |
| Иноязычные издания    |                 |
| Издание               | Оценка          |
| EGM                   | 7,0/10          |
| Eurogamer             | 7,0/10          |
| Famitsu               | 35/40           |
| GameTrailers          | 7,6/10          |
| IGN                   | 8,0/10          |
| Polygon               | 6,0/10          |
| Русскоязычные издания |                 |
| Издание               | Оценка          |
| 3DNews                | 8,0/10          |
| «Игромания»           | 7,5/10          |

К концу марта 2013 года Tales of Xillia 2 была продана в количестве полумиллиона копий по всей Японии, не оправдав ожидания Namco Bandai Game. Журнал Famitsu положительно оценил игру, поставив ей 35 из 40 баллов. По мнению обозревателя, Tales of Xillia 2 должна оправдать надежды фанатов серии. Игра также завоевала награду Future Division Award